# Venetian Causeway
El Venetian Causeway  es un puente histórico ubicado en Miami Beach, Florida. El Venetian Causeway se encuentra inscrito  en el Registro Nacional de Lugares Históricos desde el 13 de julio de 1989.  

## Ubicación
El Venetian Causeway se encuentra dentro del condado de Miami-Dade en las coordenadas 25°47′21″N 80°11′21″O / 25.789167, -80.189167.